# Muralla medieval (Caldes de Malavella)
La Muralla medieval és una obra del municipi de Caldes de Malavella (Selva) declarada bé cultural d'interès nacional, tant l'element arquitectònic actual, com el jaciment que hi ha a sota de l'Hort de Cal Ferrer de la Plaça. Està situada en el solar conegut com els Horts de Cal Ferrer de la Plaça, situat a la cantonada entre la carretera de Llagostera i el carrer Vall-llobera, a l'extrem nord del nucli antic de Caldes de Malavella.

## Descripció
L'Hort de Cal Ferrer de la Plaça és un solar de forma més o menys trapezoïdal d'uns 900 m2 de superfície situat a la cantonada entre la carretera de Llagostera i el carrer Vall-llobera, en ple nucli urbà de Caldes de Malavella, a l'extrem nord del nucli antic. Molt a prop de l'extrem nord-est d'aquest solar (però fora dels seus límits), exercint de límit nord d'unes construccions annexes a Cal Ferrer de la Plaça, s'hi conserva un petit tram de muralla medieval d'uns 10 metres de llarg i 5 metres d'alçada, on es poden apreciar 5 espitlleres gairebé a nivell del sòl actual. Aquest tram de muralla conservat pertany al llenç nord de la muralla medieval de Caldes de Malavella, de la qual se'n conserven altres traces més a ponent, a l'altra banda de carrer Vall-llobera, a la façana de les cases de la banda sud del carrer Camí Ral de Santa Coloma.

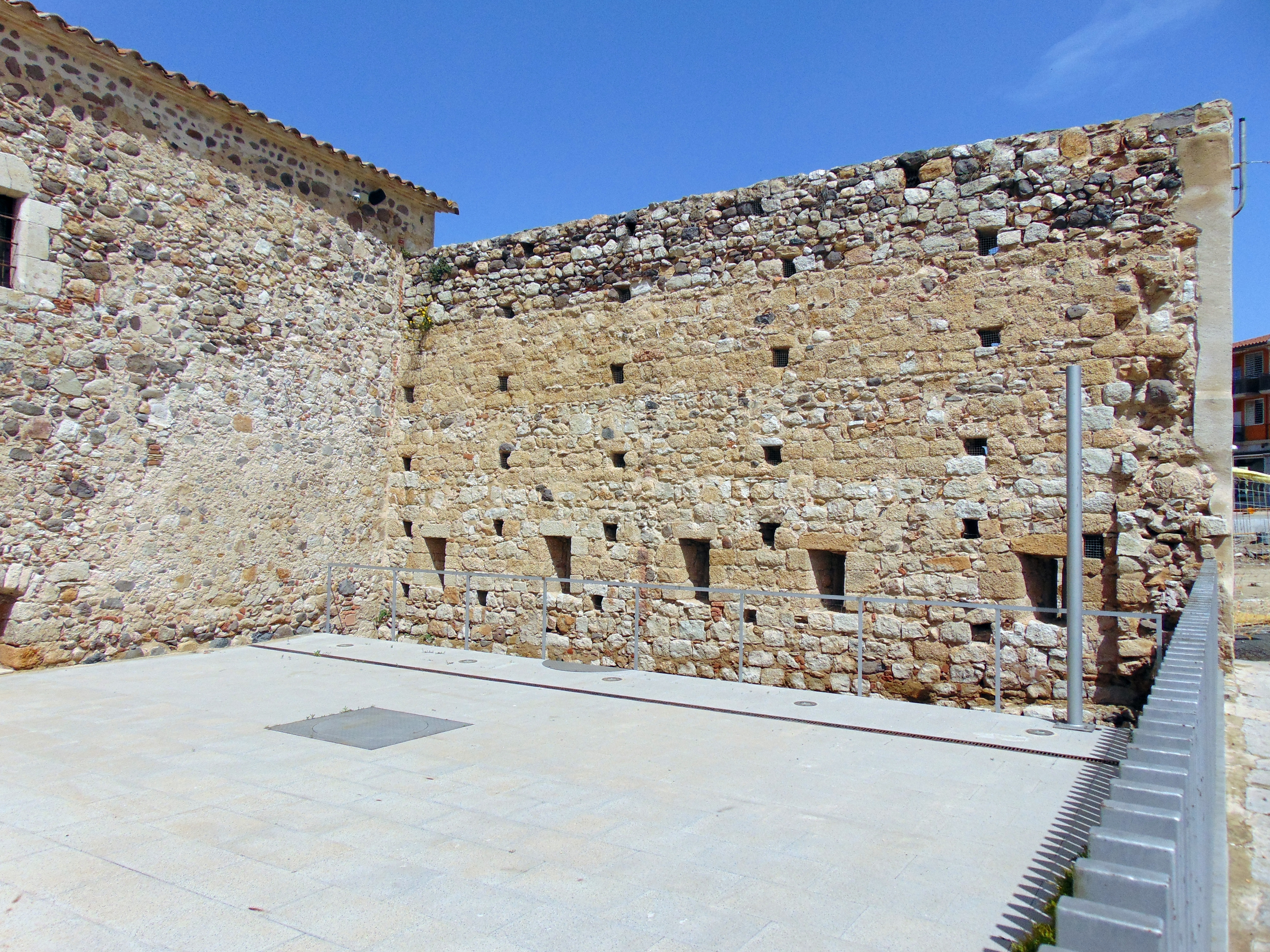
Part interior de la muralla

Amb motiu de les obres de construcció del nou edifici de l'Ajuntament al solar dels Horts de Cal Ferrer de la Plaça, l'any 2006 es va realitzar una intervenció arqueològica en el solar. La intervenció va permetre documentar un important tram del sector nord de la muralla medieval de Caldes. Aquest tram començava al portal de Girona, que estaria ubicat molt a prop de l'indret objecte de la intervenció i que avui coincideix amb l'accés a la plaça de l'Ajuntament des de la carretera de Llagostera. A continuació, en direcció oest, seguia pel tram de muralla conservat a l'extrem septentrional de la finca de Cal Ferrer de la Plaça, després del qual, fent un angle molt obert continuava uns 30 metres en direcció nord-est/sud-oest travessant diagonalment el solar objecte de l'excavació.
Seguidament, travessava l'actual carrer Vall-llobera (informacions orals asseguren haver vist restes de muralla en fer-se obres d'urbanització d'aquest carrer) i aniria a buscar les façanes de la major part de les cases de la banda sud del carrer del Camí Ral de Santa Coloma, que estarien recolzades contra la fortificació. A l'extrem occidental d'aquest carrer, on hi ha la part posterior de l'ermita de Sant Grau, es pot apreciar com la muralla giraria en direcció sud en un angle de 90 graus, iniciant el llenç de migdia, que englobaria l'edifici del conjunt termal romà de Sant Grau i que, avui dia es desconeix quasi per complet. El tram de muralla descobert en l'excavació del solar de l'Hort de Cal Ferrer de la Plaça fa 11,40 metres de llarg i travessa el solar de nord-est a sud-oest. Aquest tram que, en dues tramades, s'allargaria per més de 25 metres de recorregut totalment rectilini, es va trobar en un estat de conservació molt deficient, especialment a la cara nord, probablement a causa del robatori dels carreus més o menys desbastats que la conformaven.
Tanmateix, el llenç conservat a l'extrem de Cal Ferrer de la Plaça permet entreveure-hi unes característiques constructives molt semblants a aquest. Durant l'excavació no es van apreciar estructures que s'hi poguessin adossar, llevat d'un pou ben conservat i utilitzat fins fa pocs anys. Aquest tram de muralla es tractaria, doncs, d'una fortificació datada probablement a la baixa edat mitjana, encara que no es pot descartar un origen anterior donada la gran antiguitat del nucli urbà (que es remunta a època romana). Segons es desprèn del material arqueològic recuperat durant l'excavació, la muralla es va mantenir dempeus en aquest tram fins ben entrat el segle xix. Un cop documentat i excavat, el tram de muralla descobert al solar de l'Hort de Cal Ferrer de la Plaça va ser cobert, amb la deguda protecció, sota control arqueològic.